# TUSEM Essen
TUSEM Sport und Marketing GmbH ou simplesmente TUSEM Essen é uma equipe esportiva de Essen , Alemanha. Seu maior destaque é a equipe de Andebol que atualmente, compete no Campeonato Alemão de Handebol. Em 2008, apos escândalos de fraudes e problemas financeiros o clube foi rebaixado para a terceira divisão.

## Titulos
Lista atualizada em 2013.
- Campeonato Alemão de Handebol: 3
  - 1986, 1987, 1989
- Copa da Alemanha de Handebol: 3
  - 1988, 1991, 1992
- EHF Champions League Vice-campeão: 1
  - 1988
- EHF Cup: 1
  - 2005

## Elenco 2013/2014
Lista atualizada em 2013.
| Nr. | Nacionalidade | Nome                               |
| --- | ------------- | ---------------------------------- |
| 12  | Alemanha      | Sebastian Bliß                     |
| 16  | Croácia       | Ante Vukas                         |
| 5   | Alemanha      | Julius Kühn                        |
| 6   | Alemanha      | Simon Keller                       |
| 7   | Países Baixos | Toon Leenders                      |
| 9   | Alemanha      | Philipp Pöter                      |
| 11  | Alemanha      | Marcus Bouali                      |
| 14  | Alemanha      | Niclas Pieczkowski                 |
| 15  | Alemanha      | Lasse Seidel                       |
| 31  | Alemanha      | André Kropp                        |
|     | Alemanha      | René Zobel                         |
|     | Hungria       | Péter Hornyák                      |
|     | Portugal      | João Gustavo Baptista Campos Pinto |

### Treinador
Atualizado em 2013.
| Nacionalidade | Nome             | Posição | Nascimento | Chegada |
| ------------- | ---------------- | ------- | ---------- | ------- |
| Alemanha      | Christian Prokop | Trainer | 24.12.1978 | 2012    |